# Christina Applegate
Christina Applegate, född 25 november 1971 i Hollywood i Los Angeles, är en amerikansk skådespelare. Hon är kanske mest känd för att ha spelat "Kelly Bundy" 1987–1997 i Våra värsta år.

## Biografi
Applegate började sin skådespelarbana som barn, från nio års ålder, i en rad TV-produktioner. Hennes långfilmsdebut skedde 1981 i skräckfilmen Jaws of Satan. Hon slog igenom i TV-serien Våra värsta år, där hon spelade dottern Kelly Bundy. Serien sändes mellan 1987 och 1997.
Christina Applegate spelade huvudrollen i situationskomedin Jesse. Sedan 2007 är hon huvudrollsinnehavare i den framgångsrika situationskomedin Samantha Who?, som handlar om en kvinna som drabbats av minnesförlust och måste återskapa sitt liv. 2011 började TV-serien Up All Night sändas med Applegate i huvudrollen. Den handlar om ett par, som får ett barn och hur de hanterar familjelivet. 
Applegate har också medverkat i en rad långfilmer. 2001 spelade hon huvudrollen i två filmer på samma tema, medeltida ädlingar som förflyttas till vår tid, Drömprinsen och den amerikanska versionen av den franska komedi-succén Just Visiting. 
2005 gjorde Christina Applegate Broadwaydebut i titelrollen i den klassiska musikalen Sweet Charity, och för det fick hon en nominering till det prestigefulla teaterpriset Tony Award som Bästa musikalskådespelerska, detta efter en olycksdrabbad förhistoria där hon bröt foten strax före premiären på Broadway.

### Privatliv
Applegate och Martyn LeNoble fick en dotter, Sadie Grace, den 27 januari 2011.
Christina Applegate är vegetarian och en stor djurvän med huset fullt av olika husdjur, engagerad i djurskyddsfrågor, bl.a. via djurskyddsorganisationen PETA.
Under 2008 drabbades Applegate av bröstcancer då en tumör upptäcktes i hennes ena bröst, men valde att operera bort båda brösten då hon bar på en förändring av genen BRCA1 och att hennes mor haft både bröst- och livmoderhalscancer. Cancern upptäcktes i ett tidigt skede genom undersökning med magnetisk resonanstomografi.
I augusti 2021 meddelade Applegate att hon hade fått diagnosen multipel skleros några månader tidigare. Sjukdomen påverkade kraftigt hennes förmåga att uppträda på inspelningsplatsen under den sista säsongen av Dead to Me. Applegate indikerade 2023 att hon sannolikt inte längre skulle agera på film som ett resultat av sin diagnos, utan skulle vara öppen för roller som röstskådespelare. Hon skulle även kunna tänka sig att jobba bakom kulisserna.

## Filmografi i urval
- 1987–1997 – Våra värsta år (TV-serie)
- 1988 – Dance 'til Dawn
- 1996 – Mars Attacks!
- 1997 – Nowhere
- 1998 – Claudine's Return
- 1998 – Mafia!
- 1998–2000 – Jesse (TV-serie)
- 2001 – Just Visiting
- 2001 – Drömprinsen
- 2002 – Snygg, sexig och singel
- 2002–2003 – Vänner (TV-serie) (gästroll)
- 2003 – View from the Top
- 2003 – The Wonderland Murders
- 2004 – Bad Things
- 2004 – Anchorman
- 2004 – Surviving Christmas
- 2005 – Suzanne's Diary for Nicholas
- 2007–2009 – Samantha Who? (TV-serie)
- 2008 – The Rocker
- 2009 – Alvin och gänget 2 (röst)
- 2010 – Som hund och katt - Kitty Galores hämnd (röst)
- 2011 – Hall Pass
- 2011–2012 – Up All Night (TV-serie)
- 2011 – Alvin och gänget 3 (röst)
- 2013 – Anchorman 2
- 2014 – Manolos magiska resa (röst)
- 2015 – Ett päron till farsa: Nästa generation
- 2015 – Alvin och gänget: Gasen i botten (röst)
- 2016 – Youth in Oregon
- 2016 – Bad Moms
- 2019–2020 – Dead to Me (TV-serie)